# Narycia epibyrsa
Narycia epibyrsa is een vlinder uit de familie zakjesdragers (Psychidae). De wetenschappelijke naam van deze soort is voor het eerst geldig gepubliceerd in 1922 door Meyrick.